# Allison Jones Rushing
Pour les articles homonymes, voir Jones.
Allison Jones Rushing (née en 1982) est une avocate et juriste américaine servant comme juge dans le circuit de la Cour d'appel des États-Unis pour le quatrième circuit.

## Jeunesse et carrière
Née à Hendersonville, en Caroline du Nord, Rushing obtient son diplôme summa cum laude et Phi Beta Kappa de l'Université de Wake Forest en 2004 avec un baccalauréat ès arts en musique. Elle a ensuite obtenu son Juris Doctor, magna cum laude, de la Duke University School of Law en 2007, où elle est rédactrice en chef du Duke Law Journal,.  
En 2005, Rushing est stagiaire en droit à l'Alliance Defending Freedom (en) (ADF), une organisation chrétienne à but non lucratif conservatrice,. Rushing rédige au moins trois mémoires d'amicus soutenant les positions de l'ADF, co-écrit un mémoire juridique sur les libertés religieuses avec un avocat de l'ADF et prend la parole lors d'événements de l'ADF au moins une fois par an de 2012 à 2017.  

## Carrière
Après avoir obtenu son diplôme, Rushing est commis pour le juge Neil Gorsuch, de la Cour d'appel des États-Unis pour le dixième circuit, de 2007 à 2008, et le juge David B.Sentelle de la Cour d'appel des États-Unis pour le circuit du district de Columbia à partir de 2008 à 2009,.  
De 2009 à 2010, Rushing est associée chez Williams & Connolly. Rushing est commis pour le juge associé Clarence Thomas de la Cour suprême des États-Unis pendant la période 2010-2011,,.  
En 2011, Rushing rejoint Williams & Connolly au bureau de Washington, DC sous la direction de Kannon Shanmugam et, en janvier 2017, est nommée associé. Elle quitte Williams & Connolly après avoir été nommée sur le quatrième circuit,,.  
Rushing est membre de la Federalist Society depuis 2012.  

### Service judiciaire fédéral
Le 27 août 2018, le président Trump annonce son intention de nommer Rushing au poste de juge de circuit des États-Unis à la Cour d'appel des États-Unis pour le quatrième circuit,. Sa nomination officielle est reçue le même jour par le Sénat des États-Unis. Elle est nommée au siège laissé vacant par Allyson Kay Duncan (en), qui avait précédemment annoncé son intention d'acquérir le statut de senior après la confirmation de son successeur. Le 17 octobre 2018, une audience sur sa nomination a eu lieu devant le Comité judiciaire du Sénat.  
Rushing fait valoir qu'il existe des raisons « morales et pratiques » d'interdire le mariage homosexuel. Au cours de la procédure de confirmation de Rushing, elle est interrogée sur ses liens avec l'Alliance Defending Freedom (ADF), un groupe chrétien conservateur chez qui elle avait fait un stage en tant qu'étudiante en droit. L'ADF est critiquée pour s'être opposée aux droits des LGBT. On demanda à Rushing si elle se récuserait des cas liés aux ADF si elle était confirmée. Elle a répondu :  « Je déterminerais l'action appropriée avec la contribution des parties, la consultation de ces règles et canons éthiques, et la consultation de mes collègues ». Interrogé sur le fait que l'ADF ait été qualifié de « groupe haineux » par le Southern Poverty Law Center, Rushing déclare : « La haine est mauvaise et elle ne devrait pas avoir sa place dans notre société. Dans mon expérience avec l'ADF, je n'ai vu personne exprimer ou prôner la haine. »
Le 3 janvier 2019, sa nomination est renvoyée au président en vertu de l'article XXXI, paragraphe 6, du Sénat des États-Unis. Le 23 janvier 2019, le président Trump annonce son intention de renommer Rushing pour un poste de juge fédéral. Sa nomination est envoyée au Sénat plus tard dans la journée. Le 7 février 2019, sa nomination est signalée hors du comité par un vote de 12 à 10 partisans. Le 4 mars 2019, le Sénat invoque la clôture de sa nomination par un vote de 52 à 43. Le 5 mars 2019, le Sénat vote pour confirmer laRushing par un vote de 53 à 44. Elle reçoit sa commission judiciaire le 21 mars 2019. 
Le 9 septembre 2020, le président Trump désigne Rushing comme un choix potentiel pour pourvoir un poste vacant à la Cour suprême, s'il devait en ouvrir un. 

## Sélection de publications
- (en) Allison B. Jones, « The Rooker-Feldman Doctrine: What Does It Mean to Be Inextricably Intertwined? », Duke Law Journal, vol. 56, no 2,‎ 2006, p. 643–679 (lire en ligne, consulté le 28 août 2018)